# Каролінська університетська лікарня
Каролі́нська університе́тська ліка́рня (швед. Karolinska Universitetssjukhuset) — медичний заклад (університетська клініка), яка надає всі види медичної допомоги переважно населенню Стокгольма та передмість, а також є науковою базою та навчальним центром Каролінського Інституту для студентів медичних навчальних дисциплін, резидентів, зарубіжних курсантів та науковців.

## Історичний нарис
Перший корпус лікарні, швед. Radiumhemmet, відкрили в 1937 році. Наразі в цьому корпусі розташовуються онкологічні відділення та патологоанатомічний сектор. Усю лікарню відкрили в 1940 році, як результат зростаючої потреби Каролінського Інституту в науково-практичній базі для студентів-медиків. У 1950 році було побудовано ще один корпус, для обслуговування дитячого населення, що було названо Дитячою Лікарнею імені Астрід Ліндгрен. У 1958 році, в лікарні провели першу операцію з імплантування штучного водія ритму. У 1972 році відкрили ще одну базу лікарні на півдні від Стокгольма, що отримала назву Каролінська Університетська Лікарня Худінг, тоді як перша база має назву Каролінська Університетська Лікарня Солна, відповідно до назви місцевостей, де вони розташовані. У 1982 році змінили підпорядкування лікарні, з державного на регіональне. У 1984 році на базі лікарні в Худінгу провели першу операцію з трансплантації печінки. У 2010 році, на базі в Солні почалась маштабна реконструкція, за планом якої планується побудувати декілька нових медичних комплексів. вона успішно закінчена і нова клініка на сьогодні працює на повну потужність.

## Загальна характеристика
Ліжковий фонд лікарні налічує 1600 ліжок. Загальна кількість співробітників становить 14500 чоловік. Серед лікарів лікарні близько 600 проходять навчання в докторантурі, що дає змогу здійснити 15000 публікацій в peer review журналах за 3 роки. Навчаються на базі близько 700 студентів вищої медичної школи, 2100 студентів медсестринської справи. Щогодинно в лікарні проводять 7 оперативних втручань.